# Reichstag (Weimarer Republik)
Der Reichstag der Weimarer Republik (1919 bis 1933) war nach der Weimarer Reichsverfassung von 1919 das Parlament und damit eines der obersten Organe des Deutschen Reichs. Der Reichstag trat erstmals am 24. Juni 1920 zusammen. Er übernahm seine Tätigkeit von der Weimarer Nationalversammlung, die vom Februar 1919 bis zum Mai 1920 als Parlament gedient hatte. Der Reichstag tagte bis 1933 im Berliner Reichstagsgebäude (von da in der Krolloper) und wurde nach einem Verhältniswahlrecht gewählt. Pro 60.000 Stimmen erhielt eine Partei einen Sitz.

## Allgemeines

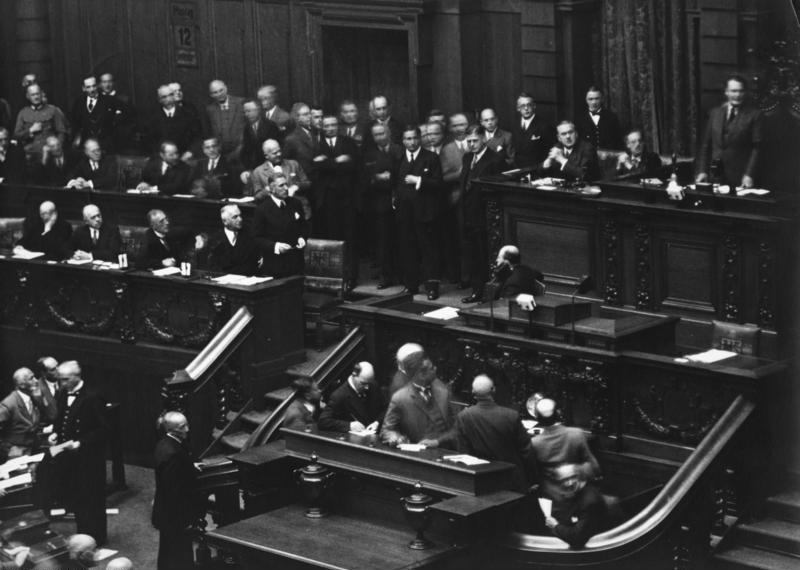
Reichstagssitzung, 1932

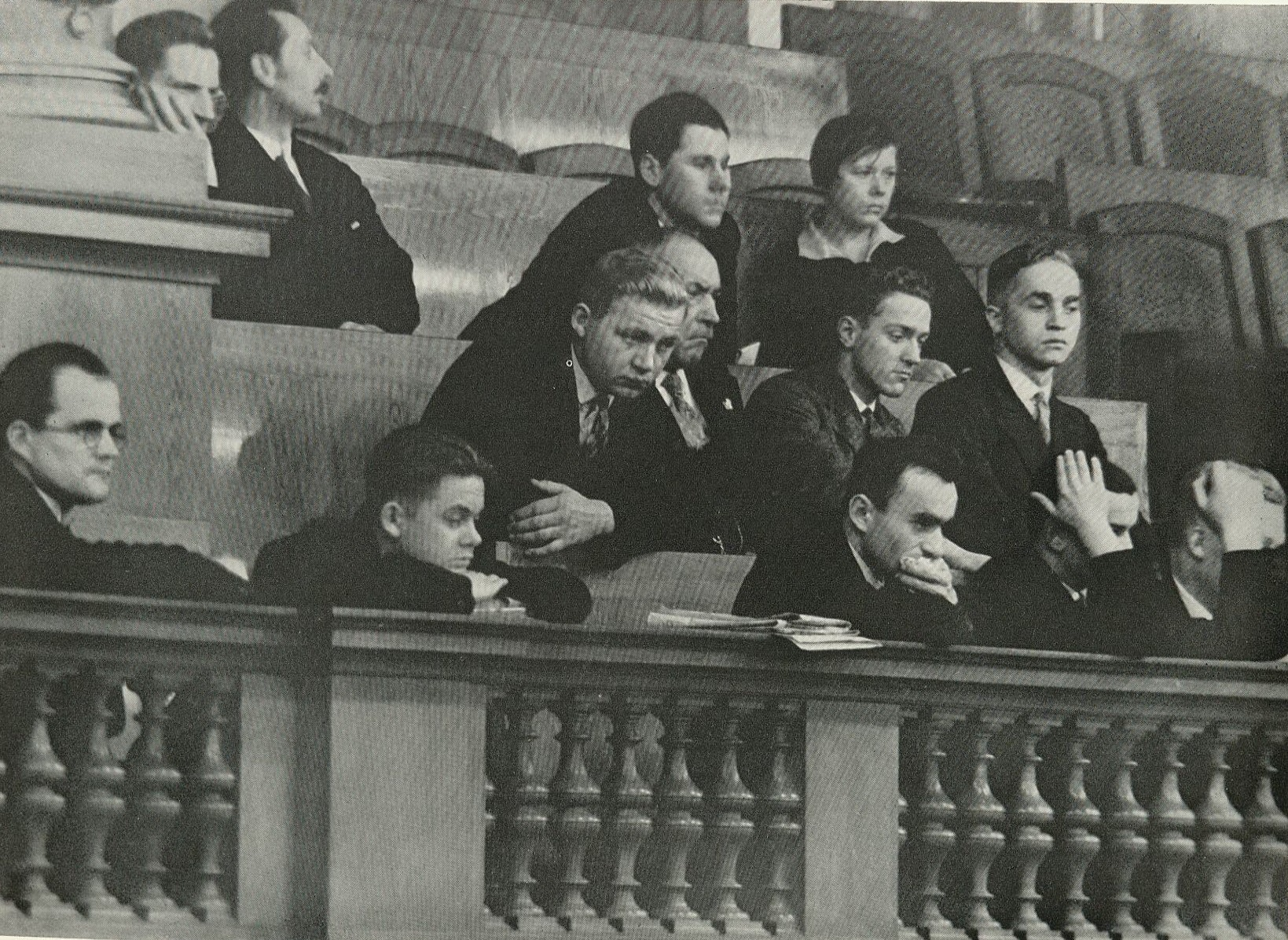
Erich Salomon fotografiert die Zuschauertribüne

Nach der Weimarer Reichsverfassung aus dem Jahr 1919 wurde der Reichstag alle vier Jahre in allgemeiner, gleicher, geheimer und unmittelbarer Wahl nach dem Verhältniswahlrecht gewählt. Der Reichstag beschloss die Reichsgesetze und war zuständig für den Beschluss über den Haushaltsplan, die Entscheidung über Krieg und Frieden sowie die Bestätigung einzelner Staatsverträge. Außerdem oblag ihm die Kontrolle der Reichsregierung: Er konnte einzelne Minister oder die gesamte Regierung mit einem Misstrauensvotum zum Rücktritt zwingen, außerdem konnte er Notverordnungen des Reichspräsidenten nach Artikel 48 der Weimarer Reichsverfassung jederzeit aufheben. Der Reichspräsident konnte nach Artikel 25 der Verfassung den Reichstag auflösen, aber nur einmal aus demselben Grund.
Die Kombination dieser beiden Verfassungsartikel ermöglichte ab 1930 die so genannten Präsidialkabinette, als der Reichspräsident und die Reichsregierung zum großen Teil die Gesetzgebung anstelle des Reichstags erledigten. Dies wurde noch verstärkt durch die Wahlerfolge der republikfeindlichen Parteien NSDAP und KPD, die seit der Reichstagswahl vom 31. Juli 1932 zusammen die rechnerische Mehrheit im Reichstag hatten. 1933 nutzten die Nationalsozialisten diese Verfassungsartikel sowie die Möglichkeit, die Gesetzgebung durch ein Ermächtigungsgesetz vom Reichstag der Regierung zu übertragen, zur Errichtung ihrer Diktatur (vgl. Machtergreifung). Mit dem Verbot der Linksparteien und der erzwungenen Selbstauflösung der Mitte- und Rechtsparteien im Frühjahr 1933 wurde der Reichstag zu einem von der NSDAP beherrschten Einparteien-Pseudoparlament. Seine letzte Sitzung fand am 26. April 1942 statt.

## Zuständigkeiten

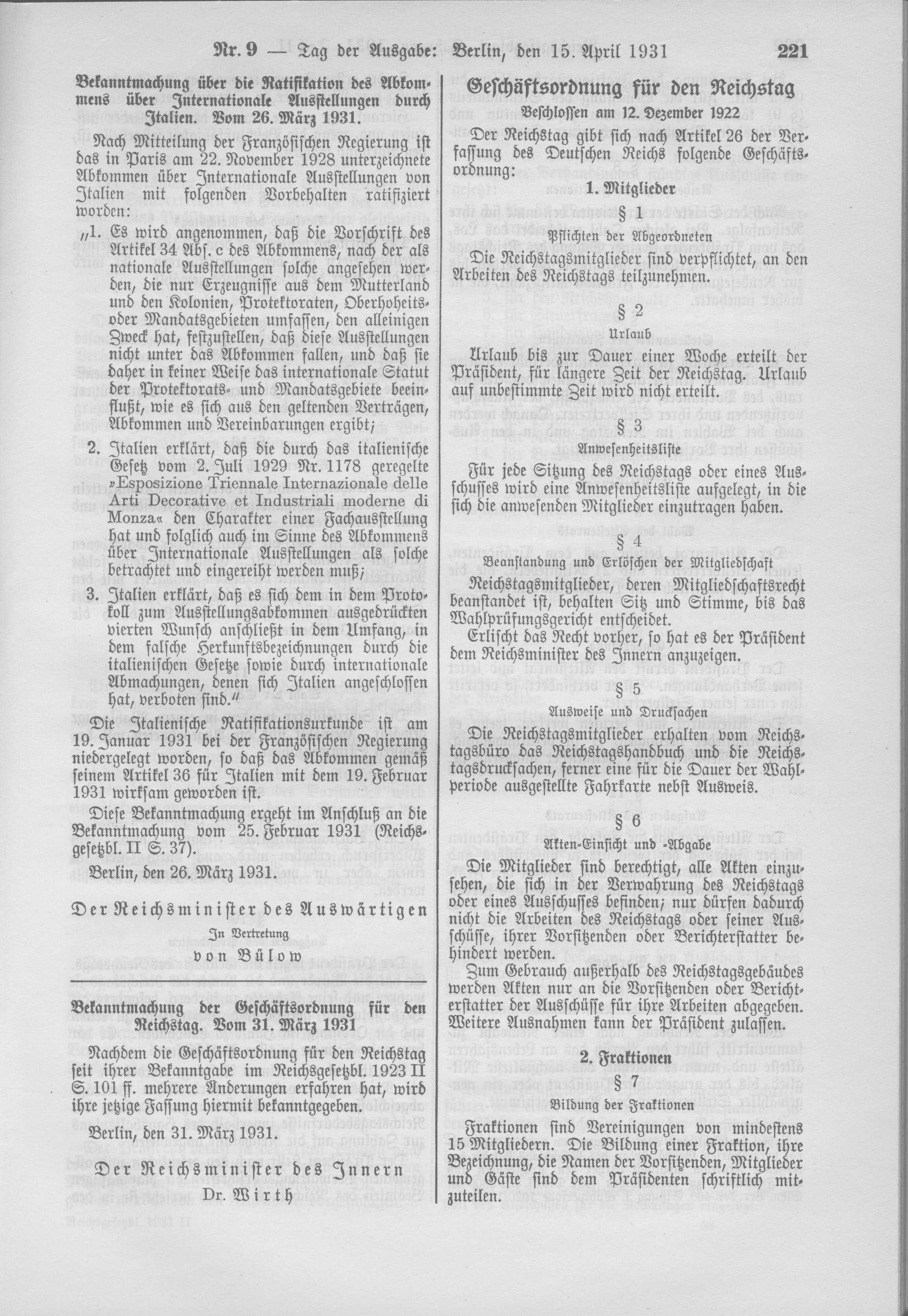
Bekanntmachung der Geschäftsordnung für den Reichstag (Reichsgesetzblatt 1931 Teil II, S. 221)

Rechte, Aufgaben und Zuständigkeiten des Reichstages waren folgende:
- Er beschloss die Reichsgesetze (Rechtsetzung)
- Beschluss der Haushaltsgesetze (Art. 85 WRV)
- Aufnahme außerordentlicher Kredite (Art. 87 WRV)
- Behandlung von Petitionen (Art. 126 WRV)
- Der Reichstag erklärte den Krieg und schloss Frieden (Art. 45 II WRV). Bündnisse und Verträge mit fremden Staaten bedurften der Zustimmung, wenn sie sich auf Gegenstände der Reichsgesetzgebung bezogen (Art. 45 III WRV).
- Die Verkündung eines Gesetzes konnte um zwei Monate ausgesetzt werden, wenn es ein Drittel des Reichstags verlangte. Im Gegenzug konnte es die Mehrheit für dringlich erklären, sodass der Reichspräsident ungeachtet des Aussetzungsverlangens das Gesetz verkünden konnte (Art. 72 WRV).
- Der Reichstag hatte das Selbstverwaltungsrecht, er gab sich seine eigene Geschäftsordnung.
- Der Reichstag konnte Interpellationen und kleine Anfragen sowie schriftliche Auskunftsbegehren an die Reichsregierungen richten (§§ 55–62, 67 Geschäftsordnung).
- Der Reichstag und seine Ausschüsse konnten die Anwesenheit eines jeden Kabinettsmitglieds verlangen (Art. 33 WRV).
- Der Finanzminister musste gegenüber dem Reichstag Rechenschaft ablegen über die Verwendung der Reichseinnahmen (Art. 86 WRV).
- Der Reichstag konnte den Rücktritt der Regierung durch ein Misstrauensvotum erzwingen (Art. 54 WRV).
- Er konnte darüber hinaus Anklage gegen den Reichskanzler, die Reichsminister und den Reichspräsidenten erheben, dass diese schuldhafter Weise die Reichsverfassung oder ein Reichsgesetz verletzt hätten (Art. 59 WRV).
- Der Reichspräsident konnte auf Antrag mit Zweidrittelmehrheit des Reichstags durch Volksabstimmung abgesetzt werden (Art. 43 II WRV).
- Der Reichstag konnte Maßnahmen des Belagerungszustands außer Kraft setzen (Art. 48 III, IV).
- Er konnte Untersuchungsausschüsse einrichten (Art. 35 I WRV).
- Er bildete einen ständigen Ausschuss, der die Rechte der Volksvertretung gegenüber der Reichsregierung für die Zeit außerhalb der Tagungen und nach Beendigung einer Wahlperiode wahrnahm; dieser Ausschuss hatte die Rechte eines Untersuchungsausschusses (Art. 35 II und III WRV).
- Er bildete außerdem einen ständigen, nichtöffentlichen Ausschuss für auswärtige Angelegenheiten, ebenfalls mit den Rechten eines Untersuchungsausschusses (Art. 35 I und III WRV; § 34 I Geschäftsordnung).
- Beim Reichstag wurde das Wahlprüfungsgericht aus Abgeordneten des Reichstages und aus Richtern des Reichsverwaltungsgerichtes gebildet (Art. 31 WRV).

## Gebäude des Reichstags
Mit dem Begriff Reichstag wird auch das Parlamentsgebäude von Paul Wallot in Berlin bezeichnet, das 1894 eingeweiht wurde. Es konnte diese Funktion jedoch nur 39 Jahre lang wahrnehmen, bis zum Reichstagsbrand am 27. Februar 1933. Die Urheberschaft der Brandstiftung konnte nie restlos geklärt werden und ist bis heute umstritten. Nutznießer des Brandes waren die Nationalsozialisten, die tags darauf mittels Reichstagsbrandverordnung die Grundrechte abschafften. Das Parlament tagte von da an in der Krolloper.
Das unbenutzte Reichstagsgebäude wurde ferner im Bombenhagel des Zweiten Weltkriegs teilweise zerstört. Nach mehreren Phasen des Wiederaufbaus in der Nachkriegszeit wurde es erst in den 1990er-Jahren grundlegend umgebaut und mit einer neuen Kuppel gekrönt. Seit 1999 ist es Sitz des Deutschen Bundestages.

## Wahlsystem

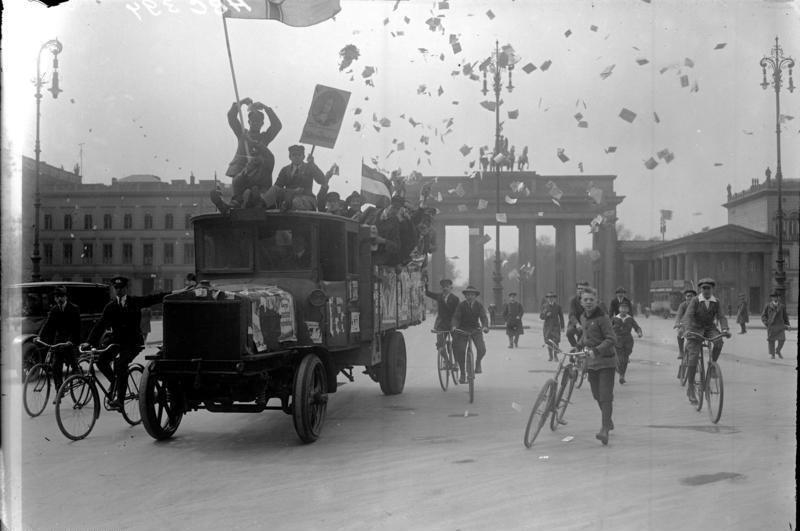
Wahlkampf 1924: Verteilung von Flugzetteln von Lastwagen am Brandenburger Tor

Jeder Wähler hatte eine Stimme, die er auf eine Wahlkreisliste abgeben konnte. Die Sitzzahl wurde nach dem Verhältniswahlrecht bestimmt. Die Anzahl der Reichstagsmandate schwankte, da die Gesamtmandatszahl von der Gesamtstimmenzahl abhängig war: Einen Sitz gab es für 60.000 Stimmen. So bestand die Nationalversammlung im Jahr 1919 aus 421, 1933 der letzte Reichstag aus 647 Mitgliedern.
Das Reich war in 35 Wahlkreise eingeteilt. Diese waren in 16 Wahlkreisverbänden zusammengefasst. Die Wahlkreisverbände bestanden mit der Ausnahme von Ostpreußen aus zwei oder drei Wahlkreisen. Die Parteien stellten pro Wahlkreis (in dem sie antraten) eine Kandidatenliste auf und zusätzlich eine Reichsliste.
Ein Kreiswahlvorschlag erhielt im Wahlkreis für volle 60.000 Stimmen jeweils einen Sitz. Reststimmen wurden auf die Ebene des Wahlkreisverbandes übertragen. Dort zählte man die Reststimmen aus den verbundenen Wahlkreisen zusammen; bei vollen 60.000 Stimmen gab es wieder einen Sitz, und zwar von der Wahlkreisliste, die am meisten Reststimmen dazu beigetragen hatte. Noch verbleibende Stimmen wurden auf die Reichsebene mitgenommen. Dort bekam eine Partei abermals einen Sitz (von der Reichsliste) pro 60.000 Stimmen.
Zu diesem Grundschema kamen noch einige Zusatzregeln hinzu. Die wichtigste war, dass eine Partei überhaupt nur Sitze bekommen konnte, wenn sie in mindestens einem Wahlkreis mindestens 30.000 Stimmen erhalten hatte. Ferner durfte eine Reichsliste nur so viele Sitze liefern, wie die Partei bereits insgesamt auf den unteren Ebenen erhalten hatte. Diese Bestimmungen benachteiligten Kleinparteien ohne regionalen Schwerpunkt.
Durch die Reststimmenverteilung kam es zu nicht unbedeutenden Unterschieden zwischen Stimmen- und Mandatsanteil.

## Wahlergebnisse
Zwischen 1919 und 1933 wurden eine Wahl zur verfassungsgebenden Nationalversammlung und acht Reichstagswahlen abgehalten. Während 1919 noch Parteien der politischen Mitte dominierten (SPD, Zentrum, DDP), war das Parteienspektrum der Weimarer Republik geprägt von einer Zersplitterung und zum Ende hin von einer zunehmenden Radikalisierung (KPD und NSDAP).

## Geschlechterverteilung
Das aktive und passive Wahlrecht für Frauen wurde in Deutschland wie in den meisten anderen Ländern erst mit der demokratischen Neuorientierung nach dem Ersten Weltkrieg eingeführt. Deutschland gehörte hierbei ebenso wie Österreich nach einer Reihe von skandinavischen und baltischen Staaten zur europäischen Avantgarde des Frauenwahlrechts. Am 19. Februar 1919 hielt Marie Juchacz (SPD) als erste weibliche Abgeordnete eine Rede in einem deutschen Nationalparlament.
Hatten zu Beginn der Weimarer Republik die Nationalversammlung und der erste Reichstag noch einen weiblichen Mitgliederanteil von acht bis neun Prozent, pendelte er sich in den folgenden sechs Wahlperioden auf etwa sechs bis sieben Prozent ein. Nach der Reichstagswahl im März 1933, die auf die Machtergreifung der Nationalsozialisten folgte, sank der Frauenanteil auf knapp unter vier Prozent. Nach den weiteren Wahlen in der Zeit des Nationalsozialismus (November 1933, 1936 und 1938) zogen keine Frauen mehr in den Reichstag ein.
Zahlen zur Geschlechterverteilung vom Beginn der Wahlperiode. Mitglieder der Nationalversammlung und der Reichstage der Weimarer Republik.
| Deutschland von 1919 bis 1933: die Weimarer Republik | Wahljahr | Prozentsatz Frauen | Anzahl Frauen | Prozentsatz Männer | Anzahl Männer | Gesamtzahl |
| ---------------------------------------------------- | -------- | ------------------ | ------------- | ------------------ | ------------- | ---------- |
| Weimarer Nationalversammlung                         | 1919     | 8,7                | 37            | 91,3               | 386           | 423        |
| 1. Reichstag der Weimarer Republik                   | 1920     | 8,0                | 37            | 92,0               | 426           | 463        |
| 2. Reichstag der Weimarer Republik                   | 1924     | 5,7                | 27            | 94,3               | 445           | 472        |
| 3. Reichstag der Weimarer Republik                   | 1924     | [2]6,7             | 33            | 93,3               | 460           | 493        |
| 4. Reichstag der Weimarer Republik                   | 1928     | 6,7                | [2]33         | 93,3               | 457           | 490        |
| 5. Reichstag der Weimarer Republik                   | 1930     | 6,8                | [2]39         | 93,2               | 538           | 577        |
| 6. Reichstag der Weimarer Republik                   | 1932     | 5,6                | 34            | 94,4               | 574           | 608        |
| 7. Reichstag der Weimarer Republik                   | 1932     | [3]6,0             | 35            | 94,0               | 547           | 582        |
| 8. Reichstag der Weimarer Republik                   | 1933     | 3,8                | 21            | 96,2               | 537           | 558        |

| Deutschland von 1919 bis 1933: die Weimarer Republik | Nationalversammlung 1919 | Nationalversammlung 1919 | 1. Reichstag 1920  | 1. Reichstag 1920 | 2. Reichstag Mai 1924 | 2. Reichstag Mai 1924 | 3. Reichstag Dez. 1924 | 3. Reichstag Dez. 1924 | 4. Reichstag 1928  | 4. Reichstag 1928 | 5. Reichstag 1930  | 5. Reichstag 1930 | 6. Reichstag Juli 1932 | 6. Reichstag Juli 1932 | 7. Reichstag Nov. 1932 | 7. Reichstag Nov. 1932 | 8. Reichstag 1933  | 8. Reichstag 1933 |
| Deutschland von 1919 bis 1933: die Weimarer Republik | Prozentsatz Frauen       | Anzahl Frauen            | Prozentsatz Frauen | Anzahl Frauen     | Prozentsatz Frauen    | Anzahl Frauen         | Prozentsatz Frauen     | Anzahl Frauen          | Prozentsatz Frauen | Anzahl Frauen     | Prozentsatz Frauen | Anzahl Frauen     | Prozentsatz Frauen     | Anzahl Frauen          | Prozentsatz Frauen     | Anzahl Frauen          | Prozentsatz Frauen | Anzahl Frauen     |
| ---------------------------------------------------- | ------------------------ | ------------------------ | ------------------ | ----------------- | --------------------- | --------------------- | ---------------------- | ---------------------- | ------------------ | ----------------- | ------------------ | ----------------- | ---------------------- | ---------------------- | ---------------------- | ---------------------- | ------------------ | ----------------- |
| NSDAP                                                | -                        | -                        | -                  | -                 | 0 %                   | 0                     | 0 %                    | 0                      | 0 %                | 0                 | 0 %                | 0                 | 0 %                    | 0                      | 0 %                    | 0                      | 0 %                | 0                 |
| SPD                                                  | 11,7 %                   | 19                       | 19,4 %             | 22                | 9 %                   | 9                     | 11,4 %                 | 15                     | 13 %               | 20                | 9,0 %              | 13                | 8,2 %                  | 11                     | 9 %                    | 11                     | 9,1 %              | 11                |
| USPD                                                 | 13,6 %                   | 3                        | 9,8 %              | 8                 | -                     | -                     | -                      | -                      | -                  | -                 | -                  | -                 | -                      | -                      | -                      | -                      | -                  | -                 |
| KPD                                                  | -                        | -                        | 13,3 %             | 2                 | 6,4 %                 | 4                     | 8,8 %                  | 4                      | 7,4 %              | 4                 | 16,8 %             | 13                | 13,5 %                 | 12                     | 13 %                   | 13                     | 11,1 %             | 9                 |
| Zentrum                                              | 6,6 %                    | 6                        | 2,9 %              | 2                 | 4,6 %                 | 3                     | 8,1 %                  | 4                      | 4,9 %              | 3                 | 7,3 %              | 5                 | 8 %                    | 6                      | 5,7 %                  | 4                      | 6,8 %              | 5                 |
| DNVP                                                 | 6,8 %                    | 3                        | 4,5 %              | 3                 | 3,8 %                 | 4                     | 3,6 %                  | 4                      | 1,2 %              | 1                 | 7,3 %              | 3                 | 7,8 %                  | 3                      | 5,7 %                  | 3                      | 3,8 %              | 2                 |
| BVP                                                  | -                        | -                        | 5 %                | 1                 | 6,2 %                 | 1                     | 5,2 %                  | 1                      | 5,8 %              | 1                 | 3,3 %              | 1                 | 4,5 %                  | 1                      | 5 %                    | 1                      | 5,2 %              | 1                 |
| DVP                                                  | 5,3 %                    | 1                        | 4,6 %              | 3                 | 2,2 %                 | 1                     | 3,9 %                  | 2                      | 2,2 %              | 1                 | 0 %                | 1                 | 14 %                   | 1                      | 9 %                    | 1                      | 0 %                | 0                 |
| DDP                                                  | 6,7 %                    | 5                        | 8,8 %              | 4                 | 7,1 %                 | 2                     | 6,2 %                  | 2                      | 12 %               | 3                 | -                  | -                 | -                      | -                      | -                      | -                      | -                  | -                 |
| DStP                                                 | -                        | -                        | -                  | -                 | -                     | -                     | -                      | -                      | -                  | -                 | 7,1 %              | 1                 | 0 %                    | 0                      | 0 %                    | 0                      | 0 %                | 0                 |
| CSVD                                                 | -                        | -                        | -                  | -                 | -                     | -                     | 0 %                    | 0                      | 0 %                | 0                 | 4,7 %              | 1                 | 0 %                    | 0                      | 0 %                    | 0                      | 0 %                | 0                 |
| Linke Kommunisten                                    | -                        | -                        | -                  | -                 | -                     | -                     | -                      | -                      | 15,3 %             | 2                 | -                  | -                 | -                      | -                      | -                      | -                      | -                  | -                 |

## Reichstagspräsidenten und Ältestenrat
Präsidenten des Deutschen Reichstages waren:
- 1920–1924: Paul Löbe (SPD)
- 1924–1925: Max Wallraf (DNVP)
- 1925–1932: Paul Löbe (SPD)
- 1932–1945: Hermann Göring (NSDAP)

Der Präsident und seine Stellvertreter wurden von den Abgeordneten am Beginn der Legislaturperiode gewählt. Zum Präsidenten wählte man nach parlamentarischem Brauch in Deutschland in der Regel einen Vertreter der stärksten Fraktion.
Unterstützt wurde das Präsidium durch den Ältestenrat. Der bisherige Seniorenkonvent wurde im Zuge der neuen Geschäftsordnung des Reichstages von 1922 in Ältestenrat umbenannt. Das Gremium setzte sich nunmehr aus dem Reichstagspräsidenten, den stellvertretenden Präsidenten und insgesamt einundzwanzig von den Fraktionen benannten Mitgliedern zusammen. Darunter waren in der Regel die Vorsitzenden der Fraktionen. Der Ältestenrat wurde vom Präsidenten oder dessen Stellvertretern geleitet und einberufen. Das Gremium war insbesondere zuständig für die Einigung der Fraktionen auf Tagesordnungen und Arbeitsplan. Allerdings waren diese Absprachen nicht rechtlich bindend. Abweichungen waren für die Fraktionen grundsätzlich möglich. Der Ältestenrat bestimmte auch über die Vorsitzenden der Ausschüsse und ihre Stellvertreter und einige andere organisatorischen Fragen. Trotz der begrenzten Kompetenzen hatte der Ältestenrat erhebliche Bedeutung für die Funktionsfähigkeit des Parlaments. Im Kern waren die Aufgaben vergleichbar mit denen des Ältestenrates im Deutschen Bundestag.

## Tonaufnahmen von Reichstagssitzungen
Seit dem 3. Dezember 1930 wurden längere Teile von Reichstagssitzungen durch den Rundfunk aufgezeichnet. Obwohl sich Reichstagspräsident Paul Löbe für Live-Übertragungen einsetzte, lehnte der Ältestenrat des Reichstages dies zunächst ab. Eine etwa 80-minütige Rede des Reichskanzlers Heinrich Brüning vom 25. Februar 1932 ist die erste nachträglich durch den Rundfunk in voller Länge gesendete Reichstagsrede. Die erste Live-Übertragung einer Reichstagssitzung fand am 23. März 1933 anlässlich der Verabschiedung des Ermächtigungsgesetzes statt. Insgesamt sind für den Zeitraum der Weimarer Republik mehr als 20 Stunden Originaltonaufnahmen von Reichstagssitzungen überliefert. Die Originale der erhaltenen Tonaufnahmen befinden sich heute im British Library Sound Archive, beim Deutschen Rundfunkarchiv in Frankfurt sind sie als Kopien vorhanden. Im Archivradio lief im März 2018 erstmals der Komplettmitschnitt fast aller erhaltenen Sitzungen bis zu Hitlers Machtergreifung, die zuvor zum größten Teil unveröffentlicht geblieben waren.